# Tschartoryjsk
Tschartoryjsk (ukrainisch Чарторийськ) – bis 2021 Staryj Tschortoryjsk (ukrainisch Старий Чорторийськ; russisch Старый Чарторийск/Stary Tschartorijsk, polnisch Czartorysk) ist ein Dorf im Nordwesten der Ukraine. Es liegt am Ufer des Styr in der Oblast Wolyn.

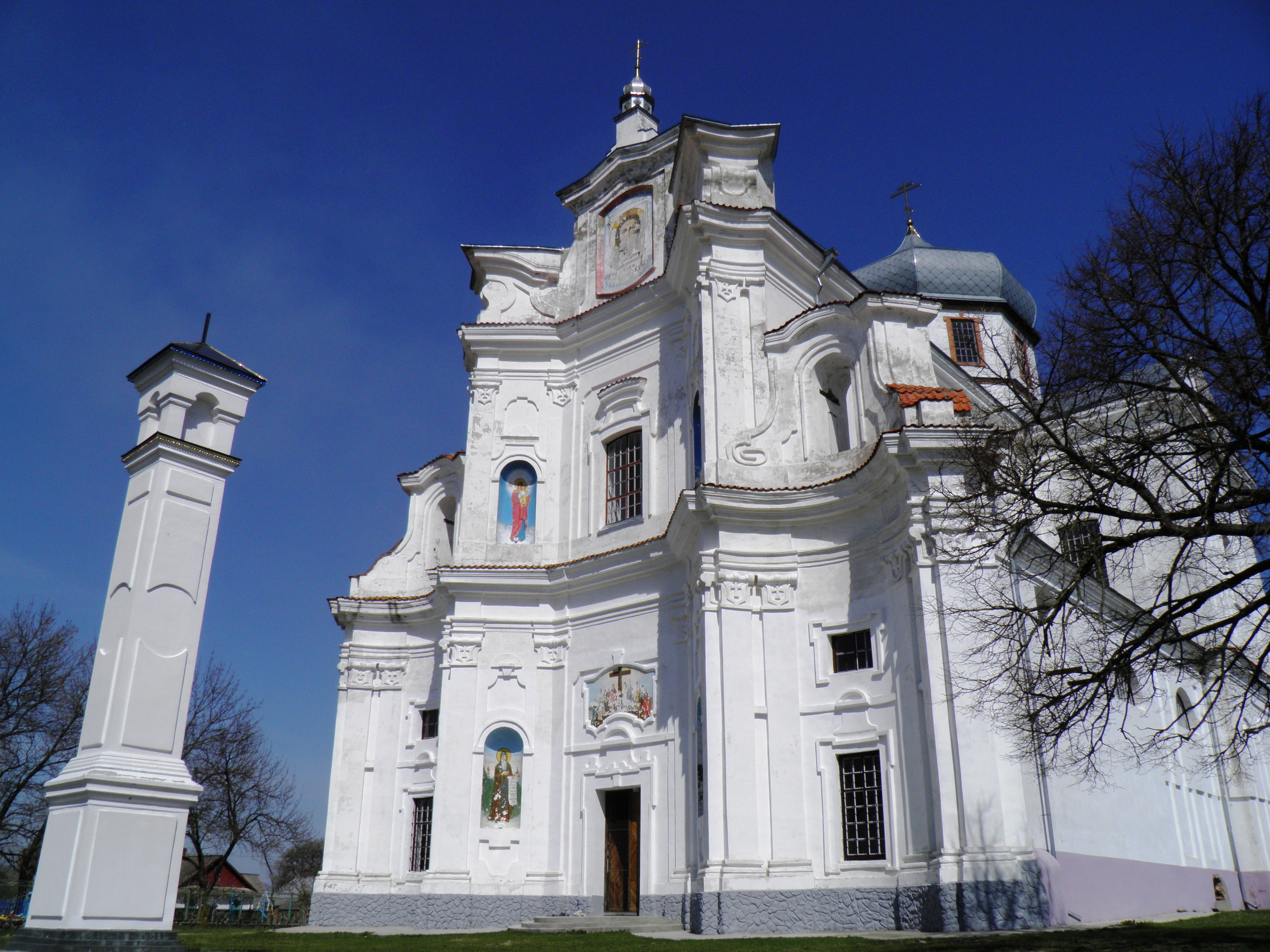
Kirche im Ort

Das heutige Dorf Staryj Tschortoryjsk wurde als Gemeinde erst 1900 wiederbegründet, das alte Czartorysk wurde spätestens nach dem polnischen Aufstand von 1830 verwaltungstechnisch aufgelöst und den umliegenden Gemeinden unterstellt. An der Stelle war schon eine antike Siedlung als Stammsitz von Algirdas erwähnt. Hieraus abgeleitet hat auch das polnisch-litauische Adelsgeschlecht Czartoryski seinen Namen. Bekannt wurde der Ort in Deutschland durch die Schlacht bei Czartorysk am 13. November 1915. Sie wird bei Harry Graf Kessler im 5. Tagebuch eingehend geschildert.
Bis 1918/21 gehört der Ort zum Russischen Reich und lag im Gouvernement Wolhynien, danach fiel er an Polen und kam zur Woiwodschaft Wolhynien im Powiat Łuck. Infolge des Hitler-Stalin-Pakts besetzte die Sowjetunion das Gebiet, nach dem deutschen Überfall auf die Sowjetunion 1941 war der Ort bis 1944 unter deutscher Herrschaft, wurde dann nach dem Zweiten Weltkrieg wieder von der Sowjetunion annektiert und gehört seit 1991 zur heutigen Ukraine.
Am 12. Juni 2020 wurde das Dorf ein Teil der Siedlungsgemeinde Manewytschi; bis dahin bildete das Dorf die gleichnamige Landratsgemeinde Staryj Tschortoryjsk (Старочорторийська сільська рада/Starotschortoryjska silska rada) im Osten des Rajons Manewytschi.
Am 17. Juli 2020 wurde der Ort Teil des Rajons Kamin-Kaschyrskyj.
Am 7. Oktober 2021 wurde das Dorf auf seinen heutigen Namen umbenannt.

## Persönlichkeiten
- Rose Friedman (1910 oder 1911–2009), amerikanische Wirtschaftswissenschaftlerin